# Navan

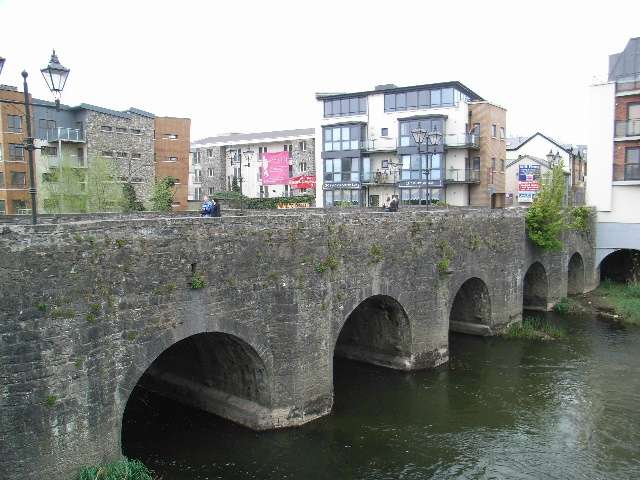
Kamenný most Poolboy Bridge v centru města

Navan (irsky An Uaimh) je město ve východní části Irska, v hrabství Meath. Žije zde 3 406 obyvatel (2006) a v aglomeraci až 24 851 obyvatel. Je největším, jakož i administrativním centrem hrabství.
Leží na soutoku řek Boyne a Blackwater v nadmořské výšce 42 m n. m. Je lokalizované na křižovatce silnic N3, N51, R153, R161 a R162, 45 km severozápadně od Dublinu a 25 km ZJZ od Droghedy. Městem prochází železniční trať Drogheda – Kingscourt, která se v současné době využívá pouze pro nákladní dopravu.
Okolí města je významné z historického hlediska, lokality jako Hill of Tara, Hill of Slane, Hill of Tailte, opatství Bective Abbey, nebo též městečka Slane, Kells a Trim, jsou významná z hlediska irské historie.
V blízkosti města leží největší doly na olovo a zinek v Evropě – Tara Mines. Město je také známé tradiční výrobou koberců. V současnosti je Navan rychle rostoucím městem a stává se satelitním sídlem Dublinu. Ve městě prožil dětství herec Pierce Brosnan.